# Seznam mehiških fizikov
Seznam mehiških fizikov.

## A
- Miguel Alcubierre

## B
- Jacob David Bekenstein

## C
- Alejandro Corichi

## J
- Julio Cesar Gutierrez Vega

## M
- Miguel José Yacamán
- Marcos Moshinsky

## P
- Jerzy Franciszek Plebański (1928 – 2005) (poljsko-mehiški)

## R
- Arturo Rosenblueth Stearns (1900 – 1970)

## S
- Claudia Sheinbaum Pardo (1962 –)

## V
- Manuel Sandoval Vallarta